# Kendrick Lamar/Auszeichnungen für Musikverkäufe

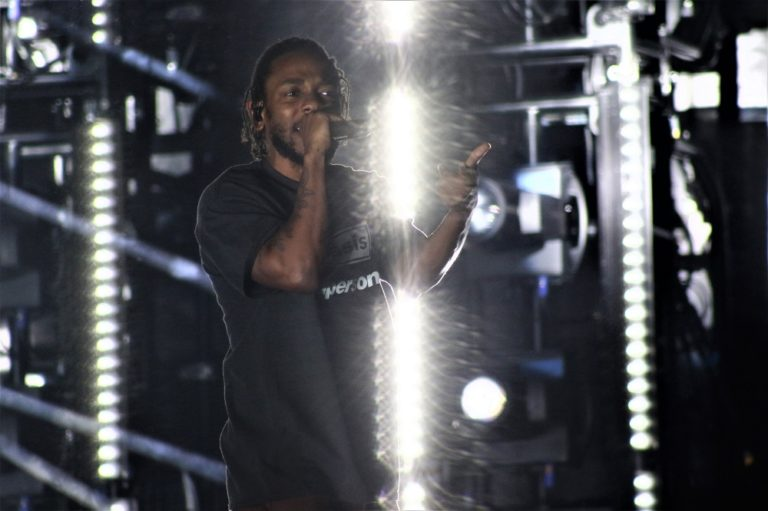
Kendrick Lamar (2018)

Dies ist eine Übersicht über die Auszeichnungen für Musikverkäufe des US-amerikanischen Rappers Kendrick Lamar. Die Auszeichnungen finden sich nach ihrer Art (Gold, Platin usw.), nach Staaten getrennt in chronologischer Reihenfolge, geordnet sowie nach den Tonträgern selbst, ebenfalls in chronologischer Reihenfolge, getrennt nach Medium (Alben, Singles usw.), wieder.

## Auszeichnungen
| - Vereinigtes Königreich - 2019: für die Single Backseat Freestyle - 2020: für das Lied A.D.H.D. - 2020: für das Lied Sidewalks - 2022: für die Single Freedom - 2022: für das Album Untitled Unmastered - 2023: für das Album Section.80 - 2023: für das Lied Die Hard - 2023: für die Single N95 - 2023: für die Single New Freezer - 2023: für das Lied Stay Ready (What A Life) - 2024: für die Single How Many Drinks? - 2024: für das Lied XXX. - 2024: für das Lied Duckworth. - 2024: für die Single The Recipe - 2024: für das Lied Rich Spirit - 2024: für das Lied United in Grief - 2025: für das Lied Wesley’s Theory - 2025: für die Single Euphoria - 2025: für das Lied TV Off - 2025: für die Single Doves in the Wind - 2025: für das Lied Count Me Out - 2025: für das Lied Feel. - 2025: für die Single Squabble Up - 2025: für das Lied Sing About Me, I’m Dying of Thirst - Australien - 2014: für die Single Give It 2 U - 2021: für die Single Freedom - 2023: für die Single How Many Drinks? - 2023: für die Single America Has a Problem (Remix) - 2023: für das Album Mr. Morale & the Big Steppers - 2023: für die Single The Blacker the Berry - 2023: für die Single The Recipe - 2023: für die Single These Walls - 2023: für das Lied Big Shot - 2023: für das Lied Fear. - 2023: für das Lied Feel. - 2023: für das Lied God. - 2023: für das Lied Lust. - 2023: für das Lied United in Grief - 2023: für das Lied Yah. - 2024: für das Lied Blood. - 2024: für das Lied Count Me Out - 2024: für das Lied Father Time - 2025: für das Album GNX - Belgien - 2016: für die Single King Kunta - 2017: für die Single Don’t Wanna Know - 2018: für die Single All the Stars - 2025: für die Single Like That - 2025: für das Album GNX - 2025: für die Single Luther - Brasilien - 2018: für die Single Dna. - 2022: für die Single Freedom - 2024: für das Lied Big Shot - 2024: für die Single M.a.a.d. City - 2024: für die Single Alright - 2024: für das Lied Element. - 2024: für die Single N95 - 2024: für die Single King Kunta - 2024: für die Single Poetic Justice - 2024: für die Single Collard Greens - 2024: für das Lied Sidewalks - 2025: für das Album GNX - 2025: für die Single Squabble Up - Chile - 2017: für das Album Damn. - Dänemark - 2013: für das Streaming Swimming Pools (Drank) - 2018: für die Single Bitch, Don’t Kill My Vibe - 2022: für die Single Loyalty. - 2023: für die Single Collard Greens - 2023: für das Lied Sidewalks - 2023: für das Lied A.D.H.D. - 2023: für die Single Bad Blood - 2023: für die Single I - 2024: für die Single Alright - 2024: für das Lied Pride. - 2025: für die Single Family Ties - 2025: für die Single Poetic Justice - 2025: für das Album GNX - 2025: für das Lied Element. - Deutschland - 2017: für die Single Don’t Wanna Know - 2018: für die Single Fuckin’ Problems - 2018: für die Single Swimming Pools (Drank) - 2023: für das Album Good Kid, M.A.A.D City - 2023: für das Album Damn. - 2023: für die Single All the Stars - 2023: für die Single Bitch, Don’t Kill My Vibe - 2023: für die Single Dna. - 2023: für die Single M.a.a.d. City - 2023: für das Lied Money Trees - 2023: für die Single Bad Blood - 2023: für die Single Pray for Me - 2025: für die Single Not Like Us - 2025: für das Album To Pimp a Butterfly - Frankreich - 2022: für die Single Love. - 2022: für die Single Loyalty. - 2023: für das Album Mr. Morale & the Big Steppers - 2024: für das Lied Pride. - 2025: für das Album GNX - 2025: für die Single Luther - 2025: für die Single N95 - Griechenland - 2025: für die Single Squabble Up - 2025: für die Single Luther - Island - 2023: für das Album Damn. - Italien - 2018: für die Single Dna. - 2021: für die Single Fuckin’ Problems - 2023: für das Album Good Kid, M.A.A.D City - 2023: für die Single Pray for Me - 2023: für das Lied Money Trees - 2023: für die Single Bad Blood - 2023: für die Single Swimming Pools (Drank) - 2023: für die Single Love. - 2024: für das Album Mr. Morale & the Big Steppers - 2024: für das Album To Pimp a Butterfly - 2024: für die Single Not Like Us - 2025: für das Album GNX - Kanada - 2013: für das Album Good Kid, M.A.A.D City - 2021: für das Lied Blood. - 2021: für das Lied Duckworth. - 2021: für das Lied Fear. - 2021: für das Lied God. - 2021: für die Single These Walls - 2021: für die Single The Blacker the Berry - 2022: für das Lied Black Panther - 2025: für das Lied 30 for 30 - Mexiko - 2018: für das Album Damn. - Neuseeland - 2015: für die Single I - 2018: für die Single New Freezer - 2020: für das Lied XXX. - 2022: für das Album Section.80 - 2024: für das Album Untitled Unmastered - 2025: für die Single Squabble Up - Niederlande - 2017: für das Album Damn. - Österreich - 2017: für die Single The Greatest - 2024: für die Single Love. - 2024: für das Album To Pimp a Butterfly - 2024: für das Album Mr. Morale & the Big Steppers - 2024: für die Single Dna. - 2024: für die Single Pray for Me - Polen - 2021: für die Single King’s Dead - 2023: für das Album To Pimp a Butterfly - 2023: für die Single Dna. - 2024: für das Lied Pride. - 2024: für die Single Family Ties - 2024: für die Single Love. - 2024: für die Single N95 - 2024: für die Single Like That - 2024: für die Single Alright - 2024: für das Lied United in Grief - Portugal - 2018: für das Album Damn. - 2019: für die Single Don’t Wanna Know - 2019: für die Single The Greatest - 2022: für das Lied Sidewalks - 2024: für die Single Like That - 2024: für das Album Good Kid, M.A.A.D City - 2025: für die Single Squabble Up - 2025: für das Album GNX - Schweden - 2013: für die Single Fuckin’ Problems - 2016: für die Single Don’t Wanna Know - 2017: für das Album Damn. - Singapur - 2019: für das Album Damn. - Spanien - 2024: für die Single Pray for Me - 2024: für das Lied Money Trees - 2024: für die Single Bad Blood - 2025: für die Single Not Like Us - 2025: für die Single Dna. - Vereinigte Staaten - 2017: für das Album Section.80 - 2017: für das Lied A.D.H.D. - 2018: für das Lied Blood. - 2018: für das Lied Pride. - 2018: für das Lied XXX. - 2018: für das Lied Yah. - 2018: für das Lied Lust. - 2018: für das Lied God. - 2018: für das Lied Fear. - 2018: für das Lied Duckworth. - 2018: für das Lied Feel. - 2018: für das Lied Untitled 02 – 06.23.2014 - 2018: für die Single The Blacker the Berry - 2020: für das Lied Hair Down - 2021: für die Single Tints - 2021: für das Lied Autumn Leaves - 2022: für die Single Buy the World - 2022: für das Lied Range Brothers - 2024: für das Lied God is Fair, Sexy Nasty - 2025: für das Lied Wow Freestyle - Vereinigtes Königreich - 2022: für die Single Loyalty. - 2022: für das Album Mr. Morale & the Big Steppers - 2023: für die Single Collard Greens - 2023: für die Single Poetic Justice - 2024: für die Single Family Ties - 2024: für die Single I - 2025: für das Album GNX - 2025: für die Single King’s Dead - 2025: für die Single Like That - 2025: für die Single Luther - 2025: für das Lied Element. - Zentralamerika - 2025: für die Single Like That - 2025: für die Single Luther | - Australien - 2023: für das Album To Pimp a Butterfly - 2023: für das Lied Element. - 2024: für das Lied XXX. - 2024: für das Lied Die Hard - 2024: für die Single Like That - 2024: für das Lied Duckworth. - 2024: für die Single Euphoria - 2024: für das Lied Rich Spirit - 2025: für das Lied TV Off - 2025: für die Single Squabble Up - Belgien - 2017: für die Single Humble - 2017: für die Single The Greatest - 2021: für die Single Goosebumps - 2025: für die Single Not Like Us - Brasilien - 2024: für die Single Swimming Pools (Drank) - 2024: für die Single Bitch, Don’t Kill My Vibe - 2024: für die Single King’s Dead - 2024: für die Single Love. - 2024: für die Single Loyalty. - 2024: für das Album Mr. Morale & the Big Steppers - 2024: für das Album Good Kid, M.A.A.D City - 2025: für die Single Euphoria - 2025: für die Single Luther - 2025: für das Lied TV Off - Dänemark - 2013: für das Streaming Fuckin’ Problems - 2017: für die Single The Greatest - 2017: für die Single Don’t Wanna Know - 2021: für die Single Pray For Me - 2022: für die Single M.a.a.d. City - 2023: für das Lied Money Trees - 2023: für die Single King Kunta - 2023: für das Album Mr. Morale & the Big Steppers - 2024: für die Single Dna. - 2024: für die Single Love. - 2025: für die Single Not Like Us - Finnland - 2022: für das Album To Pimp a Butterfly - 2022: für die Single All the Stars - Frankreich - 2022: für die Single Pray for Me - 2024: für die Single All the Stars - 2025: für die Single Dna. - 2025: für die Single Not Like Us - Griechenland - 2022: für die Single Pray for Me - 2025: für die Single Like That - 2025: für die Single Dna. - 2025: für das Lied TV Off - Italien - 2018: für die Single All the Stars - 2022: für das Album Damn. - Kanada - 2013: für die Single Fuckin’ Problems - 2018: für die Single New Freezer - 2019: für das Lied Sidewalks - 2021: für das Lied Feel. - 2021: für das Lied Yah. - 2021: für das Lied Lust. - 2021: für das Lied Pride. - 2021: für das Lied XXX. - 2021: für das Lied Big Shot - 2021: für die Single I - 2023: für die Single Doves in the Wind - Neuseeland - 2019: für die Single King’s Dead - 2020: für das Lied Element. - 2022: für das Lied A.D.H.D. - 2022: für die Single How Many Drinks? - 2023: für das Album Mr. Morale & the Big Steppers - 2024: für die Single Like That - 2024: für das Lied Stay Ready (What A Life) - 2024: für das Lied Sidewalks - 2025: für das Album GNX - 2025: für das Lied TV Off - Norwegen - 2018: für das Album Damn. - 2020: für die Single Bad Blood - Österreich - 2024: für die Single Bad Blood - 2024: für die Single Swimming Pools (Drank) - 2024: für die Single All the Stars - 2024: für das Lied Money Trees - 2024: für das Album Damn. - 2024: für das Album Good Kid, M.A.A.D City - Polen - 2024: für die Single All the Stars - 2024: für das Album Mr. Morale & the Big Steppers - 2024: für die Single Not Like Us - 2024: für die Single Pray for Me - Portugal - 2023: für die Single Family Ties - 2023: für die Single Bad Blood - 2025: für das Lied TV Off - Schweden - 2017: für die Single Humble - 2018: für die Single All the Stars - 2018: für die Single Pray For Me - 2020: für die Single Goosebumps - Schweiz - 2017: für die Single The Greatest - 2024: für die Single Like That - Spanien - 2016: für die Single The Greatest - 2017: für die Single Don’t Wanna Know - 2024: für die Single Humble (Skrillex Remix) - 2025: für die Single All the Stars - Südafrika - 2024: für die Single Like That - Vereinigte Staaten - 2016: für das Album To Pimp a Butterfly - 2017: für die Single Alright - 2018: für das Lied Element. - 2018: für die Single I - 2018: für das Lied Money Trees - 2018: für die Single The Recipe - 2018: für die Single King Kunta - 2018: für die Single Backseat Freestyle - 2019: für die Single How Many Drinks? - 2020: für das Lied Sidewalks - 2021: für die Single Doves in the Wind - 2022: für das Lied Stay Ready (What A Life) - 2022: für das Lied No More Parties in LA - 2023: für die Single Dedication - 2024: für die Single Freedom - 2025: für das Lied Wat’s Wrong - Vereinigtes Königreich - 2017: für die Single Don’t Wanna Know - 2020: für das Album Good Kid, M.A.A.D City - 2020: für das Album Damn. - 2020: für die Single Fuckin’ Problems - 2021: für die Single Dna. - 2021: für die Single Pray for Me - 2022: für die Single King Kunta - 2022: für die Single Bitch, Don’t Kill My Vibe - 2023: für das Album To Pimp a Butterfly - 2023: für die Single Love. - 2024: für die Single Not Like Us - 2025: für die Single M.a.a.d. City - 2025: für die Single Alright - 2025: für das Lied Pride. - Zentralamerika - 2025: für die Single Not Like Us - Deutschland - 2023: für die Single Humble - 2023: für die Single The Greatest - Australien - 2016: für die Single The Greatest - 2021: für das Album Damn. - 2024: für die Single Poetic Justice - 2024: für das Lied Pride. - 2024: für die Single Backseat Freestyle - 2024: für die Single I - 2024: für die Single N95 - Belgien - 2022: für das Album Damn. - 2022: für das Album Good Kid, M.A.A.D City - Brasilien - 2024: für das Lied Money Trees - Dänemark - 2023: für die Single Humble - 2024: für die Single All the Stars - 2025: für das Album To Pimp a Butterfly - 2025: für die Single Swimming Pools (Drank) - Deutschland - 2023: für die Single Goosebumps - Finnland - 2022: für das Album Good Kid, M.A.A.D City - 2022: für das Album Damn. - Frankreich - 2024: für das Album Damn. - Griechenland - 2024: für die Single Humble - 2025: für die Single All the Stars - 2025: für das Lied Money Trees - Italien - 2019: für die Single Humble - Kanada - 2021: für das Lied Element. - 2021: für die Single Alright - 2021: für das Album To Pimp a Butterfly - 2022: für die Single Family Ties - 2024: für die Single The Recipe - Neuseeland - 2023: für die Single Bad Blood - 2023: für die Single Alright - 2023: für die Single Poetic Justice - 2023: für die Single Pray for Me - 2024: für die Single Family Ties - 2025: für die Single Luther - 2025: für die Single Backseat Freestyle - Österreich - 2024: für die Single Humble - Polen - 2021: für die Single Don’t Wanna Know - 2024: für das Album Damn. - Portugal - 2025: für die Single Luther - Vereinigte Staaten - 2017: für die Single Don’t Wanna Know - 2018: für die Single All the Stars - 2018: für die Single Loyalty. - 2018: für die Single Poetic Justice - 2018: für die Single M.a.a.d. City - 2018: für die Single New Freezer - 2019: für die Single Pray for Me - 2022: für das Lied Mona Lisa - Vereinigtes Königreich - 2021: für die Single The Greatest - 2022: für die Single Goosebumps - 2024: für die Single Swimming Pools (Drank) - 2024: für die Single Bad Blood - 2025: für das Lied Money Trees | - Australien - 2019: für die Single Fuckin’ Problems - 2023: für die Single M.a.a.d. City - 2024: für die Single Loyalty. - 2024: für die Single Alright - 2025: für die Single Luther - 2025: für das Album Good Kid, M.A.A.D City - Brasilien - 2024: für die Single Humble - Dänemark - 2023: für die Single Goosebumps - 2023: für das Album Damn. - 2024: für das Album Good Kid, M.A.A.D City - Griechenland - 2025: für die Single Not Like Us - Italien - 2017: für die Single Don’t Wanna Know - Kanada - 2015: für die Single Bad Blood - 2021: für die Single Loyalty. - 2021: für die Single Bitch, Don’t Kill My Vibe - 2022: für die Single King’s Dead - 2024: für die Single Like That - Mexiko - 2020: für die Single The Greatest - 2021: für die Single Goosebumps - Neuseeland - 2023: für die Single The Greatest - 2023: für die Single Dna. - 2024: für die Single M.a.a.d. City - 2024: für die Single Don’t Wanna Know - 2024: für die Single Loyalty. - Österreich - 2022: für die Single Goosebumps - Polen - 2021: für die Single Humble - Portugal - 2025: für das Lied Money Trees - 2025: für die Single Not Like Us - Vereinigte Staaten - 2018: für das Album Damn. - 2018: für die Single Dna. - 2018: für das Album Good Kid, M.A.A.D City - Vereinigtes Königreich - 2024: für die Single All the Stars - 2024: für die Single Humble - Australien - 2023: für die Single Dna. - 2024: für die Single Pray For Me - 2024: für die Single Bitch, Don’t Kill My Vibe - Finnland - 2022: für die Single Humble - Griechenland - 2025: für die Single Goosebumps - Italien - 2018: für die Single The Greatest - 2024: für die Single Goosebumps - Kanada - 2018: für die Single The Greatest - 2021: für das Album Damn. - 2021: für die Single King Kunta - Neuseeland - 2023: für die Single King Kunta - 2024: für das Album To Pimp a Butterfly - 2025: für die Single Not Like Us - 2025: für die Single Collard Greens - 2025: für die Single Fuckin’ Problems - 2025: für die Single Bitch, Don’t Kill My Vibe - Polen - 2017: für die Single The Greatest - Portugal - 2025: für die Single All the Stars - Vereinigte Staaten - 2018: für die Single Love. - 2018: für die Single Swimming Pools (Drank) - 2018: für die Single Bitch, Don’t Kill My Vibe - 2024: für die Single The Greatest - 2025: für die Single King’s Dead - Australien - 2021: für die Single Goosebumps - 2024: für die Single Don’t Wanna Know - Kanada - 2020: für die Single Don’t Wanna Know - 2021: für die Single Dna. - 2021: für die Single Love. - 2022: für die Single Pray For Me - Neuseeland - 2024: für die Single Love. - 2025: für die Single Swimming Pools (Drank) - Vereinigte Staaten - 2024: für die Single Family Ties - 2025: für die Single Collard Greens - Australien - 2024: für die Single Love. - 2025: für die Single Not Like Us - Kanada - 2019: für die Single Goosebumps - 2022: für die Single All the Stars - Neuseeland - 2024: für das Album Good Kid, M.A.A.D City - Portugal - 2025: für die Single Humble - Vereinigte Staaten - 2020: für die Single Bad Blood - Australien - 2024: für das Lied Money Trees - 2024: für die Single Swimming Pools (Drank) - 2024: für die Single King Kunta - Neuseeland - 2024: für das Lied Money Trees - 2025: für die Single All the Stars - 2025: für das Album Damn. - Portugal - 2024: für die Single Goosebumps - Vereinigte Staaten - 2018: für die Single Humble - Australien - 2023: für die Single Bad Blood - Kanada - 2024: für die Single Swimming Pools (Drank) - Neuseeland - 2025: für die Single Goosebumps - Vereinigte Staaten - 2023: für die Single Fuckin’ Problems - Neuseeland - 2025: für die Single Humble - Australien - 2025: für die Single All the Stars - Australien - 2025: für die Single Humble - Vereinigte Staaten - 2024: für die Single Goosebumps - Brasilien - 2024: für die Single All the Stars - 2024: für die Single Pray for Me - 2025: für die Single Not Like Us - Frankreich - 2017: für die Single The Greatest - 2021: für die Single Humble - 2021: für die Single Goosebumps - Kanada - 2021: für die Single Humble - Polen - 2024: für die Single Goosebumps - Brasilien - 2024: für die Single Don’t Wanna Know - 2024: für die Single Bad Blood - Brasilien - 2023: für die Single Goosebumps |

## Auszeichnungen nach Alben

### Section.80
| Land/Region                  | Auszeichnungen für Musikverkäufe (Land/Region, Auszeichnung, Verkäufe) | Verkäufe |
| ---------------------------- | ---------------------------------------------------------------------- | -------- |
| Neuseeland (RMNZ)            | Gold                                                                   | 7.500    |
| Vereinigte Staaten (RIAA)    | Gold                                                                   | 500.000  |
| Vereinigtes Königreich (BPI) | Silber                                                                 | 60.000   |
| Insgesamt                    | 1× Silber · 2× Gold ·                                                  | 567.500  |

### Good Kid, M.A.A.D City
| Land/Region                  | Auszeichnungen für Musikverkäufe (Land/Region, Auszeichnung, Verkäufe) | Verkäufe  |
| ---------------------------- | ---------------------------------------------------------------------- | --------- |
| Australien (ARIA)            | 3× Platin                                                              | 210.000   |
| Belgien (BRMA)               | 2× Platin                                                              | 60.000    |
| Brasilien (PMB)              | Platin                                                                 | 40.000    |
| Dänemark (IFPI)              | 3× Platin                                                              | 60.000    |
| Deutschland (BVMI)           | Gold                                                                   | 100.000   |
| Finnland (IFPI)              | 2× Platin                                                              | 40.000    |
| Italien (FIMI)               | Gold                                                                   | 25.000    |
| Kanada (MC)                  | Gold                                                                   | 40.000    |
| Neuseeland (RMNZ)            | 6× Platin                                                              | 90.000    |
| Österreich (IFPI)            | Platin                                                                 | 15.000    |
| Portugal (AFP)               | Gold                                                                   | 3.500     |
| Vereinigte Staaten (RIAA)    | 3× Platin                                                              | 3.000.000 |
| Vereinigtes Königreich (BPI) | Platin                                                                 | 300.000   |
| Insgesamt                    | 4× Gold · 22× Platin ·                                                 | 3.983.500 |

### To Pimp a Butterfly
| Land/Region                  | Auszeichnungen für Musikverkäufe (Land/Region, Auszeichnung, Verkäufe) | Verkäufe  |
| ---------------------------- | ---------------------------------------------------------------------- | --------- |
| Australien (ARIA)            | Platin                                                                 | 70.000    |
| Dänemark (IFPI)              | 2× Platin                                                              | 40.000    |
| Deutschland (BVMI)           | Gold                                                                   | 100.000   |
| Finnland (IFPI)              | Platin                                                                 | 20.000    |
| Italien (FIMI)               | Gold                                                                   | 25.000    |
| Kanada (MC)                  | 2× Platin                                                              | 160.000   |
| Neuseeland (RMNZ)            | 3× Platin                                                              | 45.000    |
| Österreich (IFPI)            | Gold                                                                   | 7.500     |
| Polen (ZPAV)                 | Gold                                                                   | 10.000    |
| Vereinigte Staaten (RIAA)    | Platin                                                                 | 1.000.000 |
| Vereinigtes Königreich (BPI) | Platin                                                                 | 300.000   |
| Insgesamt                    | 4× Gold · 11× Platin ·                                                 | 1.777.500 |

### Untitled Unmastered
| Land/Region                  | Auszeichnungen für Musikverkäufe (Land/Region, Auszeichnung, Verkäufe) | Verkäufe |
| ---------------------------- | ---------------------------------------------------------------------- | -------- |
| Neuseeland (RMNZ)            | Gold                                                                   | 7.500    |
| Vereinigte Staaten (RIAA)    | —                                                                      | 140.000  |
| Vereinigtes Königreich (BPI) | Silber                                                                 | 60.000   |
| Insgesamt                    | 1× Silber · 1× Gold ·                                                  | 207.500  |

### Damn.
| Land/Region                  | Auszeichnungen für Musikverkäufe (Land/Region, Auszeichnung, Verkäufe) | Verkäufe  |
| ---------------------------- | ---------------------------------------------------------------------- | --------- |
| Australien (ARIA)            | 2× Platin                                                              | 140.000   |
| Belgien (BRMA)               | 2× Platin                                                              | 60.000    |
| Chile (IFPI)                 | Gold                                                                   | 5.000     |
| Dänemark (IFPI)              | 3× Platin                                                              | 60.000    |
| Deutschland (BVMI)           | Gold                                                                   | 100.000   |
| Finnland (IFPI)              | 2× Platin                                                              | 40.000    |
| Frankreich (SNEP)            | 2× Platin                                                              | 200.000   |
| Island (IFPI)                | Gold                                                                   | 2.500     |
| Italien (FIMI)               | Platin                                                                 | 50.000    |
| Kanada (MC)                  | 4× Platin                                                              | 320.000   |
| Mexiko (AMPROFON)            | Gold                                                                   | 30.000    |
| Neuseeland (RMNZ)            | 7× Platin                                                              | 105.000   |
| Niederlande (NVPI)           | Gold                                                                   | 20.000    |
| Norwegen (IFPI)              | Platin                                                                 | 20.000    |
| Österreich (IFPI)            | Platin                                                                 | 15.000    |
| Polen (ZPAV)                 | 2× Platin                                                              | 40.000    |
| Portugal (AFP)               | Gold                                                                   | 7.500     |
| Schweden (IFPI)              | Gold                                                                   | 20.000    |
| Singapur (RIAS)              | Gold                                                                   | 5.000     |
| Vereinigte Staaten (RIAA)    | 3× Platin                                                              | 3.000.000 |
| Vereinigtes Königreich (BPI) | Platin                                                                 | 300.000   |
| Insgesamt                    | 8× Gold · 31× Platin ·                                                 | 4.540.000 |

### Mr. Morale & the Big Steppers
| Land/Region                  | Auszeichnungen für Musikverkäufe (Land/Region, Auszeichnung, Verkäufe) | Verkäufe |
| ---------------------------- | ---------------------------------------------------------------------- | -------- |
| Australien (ARIA)            | Gold                                                                   | 35.000   |
| Brasilien (PMB)              | Platin                                                                 | 40.000   |
| Dänemark (IFPI)              | Platin                                                                 | 20.000   |
| Frankreich (SNEP)            | Gold                                                                   | 50.000   |
| Italien (FIMI)               | Gold                                                                   | 25.000   |
| Neuseeland (RMNZ)            | Platin                                                                 | 15.000   |
| Österreich (IFPI)            | Gold                                                                   | 7.500    |
| Polen (ZPAV)                 | Platin                                                                 | 20.000   |
| Vereinigte Staaten (RIAA)    | —                                                                      | 295.000  |
| Vereinigtes Königreich (BPI) | Gold                                                                   | 100.000  |
| Insgesamt                    | 5× Gold · 4× Platin ·                                                  | 607.500  |

### GNX
| Land/Region                  | Auszeichnungen für Musikverkäufe (Land/Region, Auszeichnung, Verkäufe) | Verkäufe |
| ---------------------------- | ---------------------------------------------------------------------- | -------- |
| Australien (ARIA)            | Gold                                                                   | 35.000   |
| Belgien (BRMA)               | Gold                                                                   | 10.000   |
| Brasilien (PMB)              | Gold                                                                   | 20.000   |
| Dänemark (IFPI)              | Gold                                                                   | 10.000   |
| Frankreich (SNEP)            | Gold                                                                   | 50.000   |
| Italien (FIMI)               | Gold                                                                   | 25.000   |
| Neuseeland (RMNZ)            | Platin                                                                 | 15.000   |
| Portugal (AFP)               | Gold                                                                   | 3.500    |
| Vereinigtes Königreich (BPI) | Gold                                                                   | 100.000  |
| Insgesamt                    | 8× Gold · 1× Platin ·                                                  | 268.500  |

## Auszeichnungen nach Singles

### The Recipe
| Land/Region                  | Auszeichnungen für Musikverkäufe (Land/Region, Auszeichnung, Verkäufe) | Verkäufe  |
| ---------------------------- | ---------------------------------------------------------------------- | --------- |
| Australien (ARIA)            | Gold                                                                   | 35.000    |
| Kanada (MC)                  | 2× Platin                                                              | 160.000   |
| Vereinigte Staaten (RIAA)    | Platin                                                                 | 1.000.000 |
| Vereinigtes Königreich (BPI) | Silber                                                                 | 200.000   |
| Insgesamt                    | 1× Silber · 1× Gold · 3× Platin ·                                      | 1.395.000 |

### Swimming Pools (Drank)
| Land/Region                  | Auszeichnungen für Musikverkäufe (Land/Region, Auszeichnung, Verkäufe) | Verkäufe  |
| ---------------------------- | ---------------------------------------------------------------------- | --------- |
| Australien (ARIA)            | 7× Platin                                                              | 490.000   |
| Brasilien (PMB)              | Platin                                                                 | 60.000    |
| Dänemark (IFPI)              | 2× Platin                                                              | 180.000   |
| Deutschland (BVMI)           | Gold                                                                   | 150.000   |
| Italien (FIMI)               | Gold                                                                   | 50.000    |
| Kanada (MC)                  | 8× Platin                                                              | 640.000   |
| Neuseeland (RMNZ)            | 5× Platin                                                              | 150.000   |
| Österreich (IFPI)            | Platin                                                                 | 30.000    |
| Vereinigte Staaten (RIAA)    | 4× Platin                                                              | 4.000.000 |
| Vereinigtes Königreich (BPI) | 2× Platin                                                              | 1.200.000 |
| Insgesamt                    | 2× Gold · 30× Platin ·                                                 | 6.950.000 |

### M.a.a.d. City
| Land/Region                  | Auszeichnungen für Musikverkäufe (Land/Region, Auszeichnung, Verkäufe) | Verkäufe  |
| ---------------------------- | ---------------------------------------------------------------------- | --------- |
| Australien (ARIA)            | 3× Platin                                                              | 210.000   |
| Brasilien (PMB)              | Gold                                                                   | 30.000    |
| Dänemark (IFPI)              | Platin                                                                 | 90.000    |
| Deutschland (BVMI)           | Gold                                                                   | 150.000   |
| Neuseeland (RMNZ)            | 3× Platin                                                              | 90.000    |
| Vereinigte Staaten (RIAA)    | 2× Platin                                                              | 2.000.000 |
| Vereinigtes Königreich (BPI) | Platin                                                                 | 600.000   |
| Insgesamt                    | 2× Gold · 10× Platin ·                                                 | 3.170.000 |

### Fuckin’ Problems
| Land/Region                  | Auszeichnungen für Musikverkäufe (Land/Region, Auszeichnung, Verkäufe) | Verkäufe  |
| ---------------------------- | ---------------------------------------------------------------------- | --------- |
| Australien (ARIA)            | 3× Platin                                                              | 210.000   |
| Deutschland (BVMI)           | Gold                                                                   | 150.000   |
| Italien (FIMI)               | Gold                                                                   | 35.000    |
| Kanada (MC)                  | Platin                                                                 | 80.000    |
| Neuseeland (RMNZ)            | 4× Platin                                                              | 120.000   |
| Schweden (IFPI)              | Gold                                                                   | 20.000    |
| Vereinigte Staaten (RIAA)    | 8× Platin                                                              | 8.000.000 |
| Vereinigtes Königreich (BPI) | Platin                                                                 | 600.000   |
| Insgesamt                    | 3× Gold · 17× Platin ·                                                 | 9.215.000 |

### Backseat Freestyle
| Land/Region                  | Auszeichnungen für Musikverkäufe (Land/Region, Auszeichnung, Verkäufe) | Verkäufe  |
| ---------------------------- | ---------------------------------------------------------------------- | --------- |
| Australien (ARIA)            | 2× Platin                                                              | 140.000   |
| Neuseeland (RMNZ)            | 2× Platin                                                              | 60.000    |
| Vereinigte Staaten (RIAA)    | Platin                                                                 | 1.000.000 |
| Vereinigtes Königreich (BPI) | Silber                                                                 | 200.000   |
| Insgesamt                    | 1× Silber · 5× Platin ·                                                | 1.400.000 |

### Poetic Justice
| Land/Region                  | Auszeichnungen für Musikverkäufe (Land/Region, Auszeichnung, Verkäufe) | Verkäufe  |
| ---------------------------- | ---------------------------------------------------------------------- | --------- |
| Australien (ARIA)            | 2× Platin                                                              | 140.000   |
| Brasilien (PMB)              | Gold                                                                   | 30.000    |
| Dänemark (IFPI)              | Gold                                                                   | 45.000    |
| Neuseeland (RMNZ)            | 2× Platin                                                              | 60.000    |
| Vereinigte Staaten (RIAA)    | 2× Platin                                                              | 2.000.000 |
| Vereinigtes Königreich (BPI) | Gold                                                                   | 400.000   |
| Insgesamt                    | 3× Gold · 6× Platin ·                                                  | 2.675.000 |

### How Many Drinks?
| Land/Region                  | Auszeichnungen für Musikverkäufe (Land/Region, Auszeichnung, Verkäufe) | Verkäufe  |
| ---------------------------- | ---------------------------------------------------------------------- | --------- |
| Australien (ARIA)            | Gold                                                                   | 35.000    |
| Neuseeland (RMNZ)            | Platin                                                                 | 30.000    |
| Vereinigte Staaten (RIAA)    | Platin                                                                 | 1.000.000 |
| Vereinigtes Königreich (BPI) | Silber                                                                 | 200.000   |
| Insgesamt                    | 1× Silber · 1× Gold · 2× Platin ·                                      | 1.265.000 |

### Bitch, Don’t Kill My Vibe
| Land/Region                  | Auszeichnungen für Musikverkäufe (Land/Region, Auszeichnung, Verkäufe) | Verkäufe  |
| ---------------------------- | ---------------------------------------------------------------------- | --------- |
| Australien (ARIA)            | 4× Platin                                                              | 280.000   |
| Brasilien (PMB)              | Platin                                                                 | 60.000    |
| Dänemark (IFPI)              | Gold                                                                   | 45.000    |
| Deutschland (BVMI)           | Gold                                                                   | 150.000   |
| Kanada (MC)                  | 3× Platin                                                              | 240.000   |
| Neuseeland (RMNZ)            | 4× Platin                                                              | 120.000   |
| Vereinigte Staaten (RIAA)    | 4× Platin                                                              | 4.000.000 |
| Vereinigtes Königreich (BPI) | Platin                                                                 | 600.000   |
| Insgesamt                    | 2× Gold · 17× Platin ·                                                 | 5.495.000 |

### Collard Greens
| Land/Region                  | Auszeichnungen für Musikverkäufe (Land/Region, Auszeichnung, Verkäufe) | Verkäufe  |
| ---------------------------- | ---------------------------------------------------------------------- | --------- |
| Brasilien (PMB)              | Gold                                                                   | 30.000    |
| Dänemark (IFPI)              | Gold                                                                   | 45.000    |
| Neuseeland (RMNZ)            | 4× Platin                                                              | 120.000   |
| Vereinigte Staaten (RIAA)    | 5× Platin                                                              | 5.000.000 |
| Vereinigtes Königreich (BPI) | Gold                                                                   | 400.000   |
| Insgesamt                    | 3× Gold · 9× Platin ·                                                  | 5.595.000 |

### Give It 2 U
| Land/Region       | Auszeichnungen für Musikverkäufe (Land/Region, Auszeichnung, Verkäufe) | Verkäufe |
| ----------------- | ---------------------------------------------------------------------- | -------- |
| Australien (ARIA) | Gold                                                                   | 35.000   |
| Insgesamt         | 1× Gold ·                                                              | 35.000   |

### Buy the World
| Land/Region               | Auszeichnungen für Musikverkäufe (Land/Region, Auszeichnung, Verkäufe) | Verkäufe |
| ------------------------- | ---------------------------------------------------------------------- | -------- |
| Vereinigte Staaten (RIAA) | Gold                                                                   | 500.000  |
| Insgesamt                 | 1× Gold ·                                                              | 500.000  |

### I
| Land/Region                  | Auszeichnungen für Musikverkäufe (Land/Region, Auszeichnung, Verkäufe) | Verkäufe  |
| ---------------------------- | ---------------------------------------------------------------------- | --------- |
| Australien (ARIA)            | 2× Platin                                                              | 140.000   |
| Dänemark (IFPI)              | Gold                                                                   | 45.000    |
| Kanada (MC)                  | Platin                                                                 | 80.000    |
| Neuseeland (RMNZ)            | Gold                                                                   | 7.500     |
| Vereinigte Staaten (RIAA)    | Platin                                                                 | 1.000.000 |
| Vereinigtes Königreich (BPI) | Gold                                                                   | 400.000   |
| Insgesamt                    | 3× Gold · 4× Platin ·                                                  | 1.672.500 |

### The Blacker the Berry
| Land/Region               | Auszeichnungen für Musikverkäufe (Land/Region, Auszeichnung, Verkäufe) | Verkäufe |
| ------------------------- | ---------------------------------------------------------------------- | -------- |
| Australien (ARIA)         | Gold                                                                   | 35.000   |
| Kanada (MC)               | Gold                                                                   | 40.000   |
| Vereinigte Staaten (RIAA) | Gold                                                                   | 500.000  |
| Insgesamt                 | 3× Gold ·                                                              | 575.000  |

### King Kunta
| Land/Region                  | Auszeichnungen für Musikverkäufe (Land/Region, Auszeichnung, Verkäufe) | Verkäufe  |
| ---------------------------- | ---------------------------------------------------------------------- | --------- |
| Australien (ARIA)            | 7× Platin                                                              | 490.000   |
| Belgien (BRMA)               | Gold                                                                   | 15.000    |
| Brasilien (PMB)              | Gold                                                                   | 30.000    |
| Dänemark (IFPI)              | Platin                                                                 | 90.000    |
| Kanada (MC)                  | 4× Platin                                                              | 320.000   |
| Neuseeland (RMNZ)            | 4× Platin                                                              | 120.000   |
| Vereinigte Staaten (RIAA)    | Platin                                                                 | 1.000.000 |
| Vereinigtes Königreich (BPI) | Platin                                                                 | 600.000   |
| Insgesamt                    | 2× Gold · 18× Platin ·                                                 | 2.665.000 |

### Alright
| Land/Region                  | Auszeichnungen für Musikverkäufe (Land/Region, Auszeichnung, Verkäufe) | Verkäufe  |
| ---------------------------- | ---------------------------------------------------------------------- | --------- |
| Australien (ARIA)            | 3× Platin                                                              | 210.000   |
| Brasilien (PMB)              | Gold                                                                   | 30.000    |
| Dänemark (IFPI)              | Gold                                                                   | 45.000    |
| Kanada (MC)                  | 2× Platin                                                              | 160.000   |
| Neuseeland (RMNZ)            | 2× Platin                                                              | 60.000    |
| Polen (ZPAV)                 | Gold                                                                   | 25.000    |
| Vereinigte Staaten (RIAA)    | Platin                                                                 | 1.000.000 |
| Vereinigtes Königreich (BPI) | Platin                                                                 | 600.000   |
| Insgesamt                    | 3× Gold · 9× Platin ·                                                  | 2.130.000 |

### These Walls
| Land/Region       | Auszeichnungen für Musikverkäufe (Land/Region, Auszeichnung, Verkäufe) | Verkäufe |
| ----------------- | ---------------------------------------------------------------------- | -------- |
| Australien (ARIA) | Gold                                                                   | 35.000   |
| Kanada (MC)       | Gold                                                                   | 40.000   |
| Insgesamt         | 2× Gold ·                                                              | 75.000   |

### Bad Blood
| Land/Region                  | Auszeichnungen für Musikverkäufe (Land/Region, Auszeichnung, Verkäufe) | Verkäufe  |
| ---------------------------- | ---------------------------------------------------------------------- | --------- |
| Australien (ARIA)            | 8× Platin                                                              | 560.000   |
| Brasilien (PMB)              | 2× Diamant                                                             | 500.000   |
| Dänemark (IFPI)              | Gold                                                                   | 45.000    |
| Deutschland (BVMI)           | Gold                                                                   | 200.000   |
| Italien (FIMI)               | Gold                                                                   | 50.000    |
| Kanada (MC)                  | 3× Platin                                                              | 240.000   |
| Neuseeland (RMNZ)            | 2× Platin                                                              | 60.000    |
| Norwegen (IFPI)              | Platin                                                                 | 60.000    |
| Österreich (IFPI)            | Platin                                                                 | 30.000    |
| Portugal (AFP)               | Platin                                                                 | 10.000    |
| Spanien (Promusicae)         | Gold                                                                   | 30.000    |
| Vereinigte Staaten (RIAA)    | 6× Platin                                                              | 6.000.000 |
| Vereinigtes Königreich (BPI) | 2× Platin                                                              | 1.200.000 |
| Insgesamt                    | 4× Gold · 24× Platin · 2× Diamant ·                                    | 9.085.000 |

### Freedom
| Land/Region                  | Auszeichnungen für Musikverkäufe (Land/Region, Auszeichnung, Verkäufe) | Verkäufe  |
| ---------------------------- | ---------------------------------------------------------------------- | --------- |
| Australien (ARIA)            | Gold                                                                   | 35.000    |
| Brasilien (PMB)              | Gold                                                                   | 30.000    |
| Vereinigte Staaten (RIAA)    | Platin                                                                 | 1.000.000 |
| Vereinigtes Königreich (BPI) | Silber                                                                 | 200.000   |
| Insgesamt                    | 1× Silber · 2× Gold · 1× Platin ·                                      | 1.265.000 |

### Goosebumps
| Land/Region                  | Auszeichnungen für Musikverkäufe (Land/Region, Auszeichnung, Verkäufe) | Verkäufe   |
| ---------------------------- | ---------------------------------------------------------------------- | ---------- |
| Australien (ARIA)            | 5× Platin                                                              | 350.000    |
| Belgien (BRMA)               | Platin                                                                 | 40.000     |
| Brasilien (PMB)              | 3× Diamant                                                             | 750.000    |
| Dänemark (IFPI)              | 3× Platin                                                              | 270.000    |
| Deutschland (BVMI)           | 2× Platin                                                              | 800.000    |
| Frankreich (SNEP)            | Diamant                                                                | 333.333    |
| Griechenland (IFPI)          | 4× Platin                                                              | 80.000     |
| Italien (FIMI)               | 4× Platin                                                              | 400.000    |
| Kanada (MC)                  | 6× Platin                                                              | 480.000    |
| Mexiko (AMPROFON)            | 3× Platin                                                              | 180.000    |
| Neuseeland (RMNZ)            | 8× Platin                                                              | 240.000    |
| Österreich (IFPI)            | 3× Platin                                                              | 90.000     |
| Polen (ZPAV)                 | Diamant                                                                | 250.000    |
| Portugal (AFP)               | 7× Platin                                                              | 70.000     |
| Schweden (IFPI)              | Gold                                                                   | 40.000     |
| Vereinigte Staaten (RIAA)    | 16× Platin                                                             | 16.000.000 |
| Vereinigtes Königreich (BPI) | 2× Platin                                                              | 1.200.000  |
| Insgesamt                    | 1× Gold · 54× Platin · 6× Diamant ·                                    | 21.573.333 |

### The Greatest
| Land/Region                  | Auszeichnungen für Musikverkäufe (Land/Region, Auszeichnung, Verkäufe) | Verkäufe  |
| ---------------------------- | ---------------------------------------------------------------------- | --------- |
| Australien (ARIA)            | 2× Platin                                                              | 140.000   |
| Belgien (BRMA)               | Platin                                                                 | 30.000    |
| Dänemark (IFPI)              | Platin                                                                 | 90.000    |
| Deutschland (BVMI)           | 3× Gold                                                                | 600.000   |
| Frankreich (SNEP)            | Diamant                                                                | 233.333   |
| Italien (FIMI)               | 4× Platin                                                              | 200.000   |
| Kanada (MC)                  | 4× Platin                                                              | 320.000   |
| Mexiko (AMPROFON)            | 3× Platin                                                              | 180.000   |
| Neuseeland (RMNZ)            | 3× Platin                                                              | 90.000    |
| Österreich (IFPI)            | Gold                                                                   | 15.000    |
| Polen (ZPAV)                 | 4× Platin                                                              | 80.000    |
| Portugal (AFP)               | Gold                                                                   | 5.000     |
| Schweiz (IFPI)               | Platin                                                                 | 30.000    |
| Spanien (Promusicae)         | Platin                                                                 | 40.000    |
| Vereinigte Staaten (RIAA)    | 4× Platin                                                              | 4.000.000 |
| Vereinigtes Königreich (BPI) | 2× Platin                                                              | 1.500.000 |
| Insgesamt                    | 3× Gold · 31× Platin · 1× Diamant ·                                    | 7.583.333 |

### Don’t Wanna Know
| Land/Region                  | Auszeichnungen für Musikverkäufe (Land/Region, Auszeichnung, Verkäufe) | Verkäufe  |
| ---------------------------- | ---------------------------------------------------------------------- | --------- |
| Australien (ARIA)            | 5× Platin                                                              | 350.000   |
| Belgien (BRMA)               | Gold                                                                   | 15.000    |
| Brasilien (PMB)              | 2× Diamant                                                             | 500.000   |
| Dänemark (IFPI)              | Platin                                                                 | 90.000    |
| Deutschland (BVMI)           | Gold                                                                   | 200.000   |
| Frankreich (SNEP)            | Gold                                                                   | 66.666    |
| Italien (FIMI)               | 3× Platin                                                              | 150.000   |
| Kanada (MC)                  | 5× Platin                                                              | 400.000   |
| Neuseeland (RMNZ)            | 3× Platin                                                              | 90.000    |
| Polen (ZPAV)                 | 2× Platin                                                              | 100.000   |
| Portugal (AFP)               | Gold                                                                   | 5.000     |
| Schweden (IFPI)              | Gold                                                                   | 20.000    |
| Spanien (Promusicae)         | Platin                                                                 | 40.000    |
| Vereinigte Staaten (RIAA)    | 2× Platin                                                              | 2.000.000 |
| Vereinigtes Königreich (BPI) | Platin                                                                 | 600.000   |
| Insgesamt                    | 5× Gold · 23× Platin · 2× Diamant ·                                    | 4.656.666 |

### Humble.
| Land/Region                  | Auszeichnungen für Musikverkäufe (Land/Region, Auszeichnung, Verkäufe) | Verkäufe   |
| ---------------------------- | ---------------------------------------------------------------------- | ---------- |
| Australien (ARIA)            | 14× Platin                                                             | 980.000    |
| Belgien (BRMA)               | Platin                                                                 | 30.000     |
| Brasilien (PMB)              | 3× Platin                                                              | 120.000    |
| Dänemark (IFPI)              | 2× Platin                                                              | 180.000    |
| Deutschland (BVMI)           | 3× Gold                                                                | 600.000    |
| Finnland (IFPI)              | 4× Platin                                                              | 160.000    |
| Frankreich (SNEP)            | Diamant                                                                | 333.333    |
| Griechenland (IFPI)          | 2× Platin                                                              | 40.000     |
| Italien (FIMI)               | 2× Platin                                                              | 100.000    |
| Kanada (MC)                  | Diamant                                                                | 800.000    |
| Neuseeland (RMNZ)            | 10× Platin                                                             | 300.000    |
| Österreich (IFPI)            | 2× Platin                                                              | 60.000     |
| Polen (ZPAV)                 | 3× Platin                                                              | 150.000    |
| Portugal (AFP)               | 6× Platin                                                              | 60.000     |
| Schweden (IFPI)              | Platin                                                                 | 40.000     |
| Spanien (Promusicae)         | Platin (Skrillex Remix)                                                | 60.000     |
| Vereinigte Staaten (RIAA)    | 7× Platin                                                              | 7.000.000  |
| Vereinigtes Königreich (BPI) | 3× Platin                                                              | 1.900.000  |
| Insgesamt                    | 1× Gold · 62× Platin · 2× Diamant ·                                    | 12.803.333 |

### Dna.
| Land/Region                  | Auszeichnungen für Musikverkäufe (Land/Region, Auszeichnung, Verkäufe) | Verkäufe  |
| ---------------------------- | ---------------------------------------------------------------------- | --------- |
| Australien (ARIA)            | 4× Platin                                                              | 280.000   |
| Brasilien (PMB)              | Gold                                                                   | 20.000    |
| Dänemark (IFPI)              | Platin                                                                 | 90.000    |
| Deutschland (BVMI)           | Gold                                                                   | 200.000   |
| Frankreich (SNEP)            | Platin                                                                 | 200.000   |
| Griechenland (IFPI)          | Platin                                                                 | 20.000    |
| Italien (FIMI)               | Gold                                                                   | 25.000    |
| Kanada (MC)                  | 5× Platin                                                              | 400.000   |
| Neuseeland (RMNZ)            | 3× Platin                                                              | 90.000    |
| Österreich (IFPI)            | Gold                                                                   | 15.000    |
| Polen (ZPAV)                 | Gold                                                                   | 25.000    |
| Spanien (Promusicae)         | Gold                                                                   | 30.000    |
| Vereinigte Staaten (RIAA)    | 3× Platin                                                              | 3.000.000 |
| Vereinigtes Königreich (BPI) | Platin                                                                 | 600.000   |
| Insgesamt                    | 6× Gold · 19× Platin ·                                                 | 4.995.000 |

### Doves in the Wind
| Land/Region                  | Auszeichnungen für Musikverkäufe (Land/Region, Auszeichnung, Verkäufe) | Verkäufe  |
| ---------------------------- | ---------------------------------------------------------------------- | --------- |
| Kanada (MC)                  | Platin                                                                 | 80.000    |
| Vereinigte Staaten (RIAA)    | Platin                                                                 | 1.000.000 |
| Vereinigtes Königreich (BPI) | Silber                                                                 | 200.000   |
| Insgesamt                    | 1× Silber · 2× Platin ·                                                | 1.280.000 |

### Loyalty.
| Land/Region                  | Auszeichnungen für Musikverkäufe (Land/Region, Auszeichnung, Verkäufe) | Verkäufe  |
| ---------------------------- | ---------------------------------------------------------------------- | --------- |
| Australien (ARIA)            | 3× Platin                                                              | 210.000   |
| Brasilien (PMB)              | Platin                                                                 | 40.000    |
| Dänemark (IFPI)              | Gold                                                                   | 45.000    |
| Frankreich (SNEP)            | Gold                                                                   | 100.000   |
| Kanada (MC)                  | 3× Platin                                                              | 240.000   |
| Neuseeland (RMNZ)            | 3× Platin                                                              | 90.000    |
| Vereinigte Staaten (RIAA)    | 2× Platin                                                              | 2.000.000 |
| Vereinigtes Königreich (BPI) | Gold                                                                   | 400.000   |
| Insgesamt                    | 3× Gold · 12× Platin ·                                                 | 3.125.000 |

### New Freezer
| Land/Region                  | Auszeichnungen für Musikverkäufe (Land/Region, Auszeichnung, Verkäufe) | Verkäufe  |
| ---------------------------- | ---------------------------------------------------------------------- | --------- |
| Kanada (MC)                  | Platin                                                                 | 80.000    |
| Neuseeland (RMNZ)            | Gold                                                                   | 15.000    |
| Vereinigte Staaten (RIAA)    | 2× Platin                                                              | 2.000.000 |
| Vereinigtes Königreich (BPI) | Silber                                                                 | 200.000   |
| Insgesamt                    | 1× Silber · 1× Gold · 3× Platin ·                                      | 2.295.000 |

### Love.
| Land/Region                  | Auszeichnungen für Musikverkäufe (Land/Region, Auszeichnung, Verkäufe) | Verkäufe  |
| ---------------------------- | ---------------------------------------------------------------------- | --------- |
| Australien (ARIA)            | 6× Platin                                                              | 420.000   |
| Brasilien (PMB)              | Platin                                                                 | 40.000    |
| Dänemark (IFPI)              | Platin                                                                 | 90.000    |
| Frankreich (SNEP)            | Gold                                                                   | 100.000   |
| Italien (FIMI)               | Gold                                                                   | 50.000    |
| Kanada (MC)                  | 5× Platin                                                              | 400.000   |
| Neuseeland (RMNZ)            | 5× Platin                                                              | 150.000   |
| Österreich (IFPI)            | Gold                                                                   | 15.000    |
| Polen (ZPAV)                 | Gold                                                                   | 25.000    |
| Vereinigte Staaten (RIAA)    | 4× Platin                                                              | 4.000.000 |
| Vereinigtes Königreich (BPI) | Platin                                                                 | 600.000   |
| Insgesamt                    | 4× Gold · 23× Platin ·                                                 | 5.890.000 |

### All the Stars
| Land/Region                  | Auszeichnungen für Musikverkäufe (Land/Region, Auszeichnung, Verkäufe) | Verkäufe  |
| ---------------------------- | ---------------------------------------------------------------------- | --------- |
| Australien (ARIA)            | 13× Platin                                                             | 910.000   |
| Belgien (BRMA)               | Gold                                                                   | 15.000    |
| Brasilien (PMB)              | Diamant                                                                | 160.000   |
| Dänemark (IFPI)              | 2× Platin                                                              | 180.000   |
| Deutschland (BVMI)           | Gold                                                                   | 200.000   |
| Finnland (IFPI)              | Platin                                                                 | 40.000    |
| Frankreich (SNEP)            | Platin                                                                 | 200.000   |
| Griechenland (IFPI)          | 2× Platin                                                              | 40.000    |
| Italien (FIMI)               | Platin                                                                 | 50.000    |
| Kanada (MC)                  | 6× Platin                                                              | 480.000   |
| Neuseeland (RMNZ)            | 7× Platin                                                              | 210.000   |
| Österreich (IFPI)            | Platin                                                                 | 30.000    |
| Polen (ZPAV)                 | Platin                                                                 | 50.000    |
| Portugal (AFP)               | 4× Platin                                                              | 40.000    |
| Schweden (IFPI)              | Platin                                                                 | 80.000    |
| Spanien (Promusicae)         | Platin                                                                 | 60.000    |
| Vereinigte Staaten (RIAA)    | 2× Platin                                                              | 2.000.000 |
| Vereinigtes Königreich (BPI) | 3× Platin                                                              | 2.000.000 |
| Insgesamt                    | 2× Gold · 46× Platin · 1× Diamant ·                                    | 6.745.000 |

### King’s Dead
| Land/Region                  | Auszeichnungen für Musikverkäufe (Land/Region, Auszeichnung, Verkäufe) | Verkäufe  |
| ---------------------------- | ---------------------------------------------------------------------- | --------- |
| Brasilien (PMB)              | Platin                                                                 | 40.000    |
| Kanada (MC)                  | 3× Platin                                                              | 240.000   |
| Neuseeland (RMNZ)            | Platin                                                                 | 30.000    |
| Polen (ZPAV)                 | Gold                                                                   | 25.000    |
| Vereinigte Staaten (RIAA)    | 4× Platin                                                              | 4.000.000 |
| Vereinigtes Königreich (BPI) | Gold                                                                   | 400.000   |
| Insgesamt                    | 2× Gold · 9× Platin ·                                                  | 4.735.000 |

### Pray for Me
| Land/Region                  | Auszeichnungen für Musikverkäufe (Land/Region, Auszeichnung, Verkäufe) | Verkäufe  |
| ---------------------------- | ---------------------------------------------------------------------- | --------- |
| Australien (ARIA)            | 4× Platin                                                              | 280.000   |
| Brasilien (PMB)              | Diamant                                                                | 160.000   |
| Dänemark (IFPI)              | Platin                                                                 | 90.000    |
| Deutschland (BVMI)           | Gold                                                                   | 200.000   |
| Frankreich (SNEP)            | Platin                                                                 | 200.000   |
| Griechenland (IFPI)          | Platin                                                                 | 20.000    |
| Italien (FIMI)               | Gold                                                                   | 50.000    |
| Kanada (MC)                  | 5× Platin                                                              | 400.000   |
| Neuseeland (RMNZ)            | 2× Platin                                                              | 60.000    |
| Österreich (IFPI)            | Gold                                                                   | 15.000    |
| Polen (ZPAV)                 | Platin                                                                 | 50.000    |
| Schweden (IFPI)              | Platin                                                                 | 80.000    |
| Spanien (Promusicae)         | Gold                                                                   | 30.000    |
| Vereinigte Staaten (RIAA)    | 2× Platin                                                              | 2.000.000 |
| Vereinigtes Königreich (BPI) | Platin                                                                 | 600.000   |
| Insgesamt                    | 4× Gold · 19× Platin · 1× Diamant ·                                    | 4.235.000 |

### Dedication
| Land/Region               | Auszeichnungen für Musikverkäufe (Land/Region, Auszeichnung, Verkäufe) | Verkäufe  |
| ------------------------- | ---------------------------------------------------------------------- | --------- |
| Vereinigte Staaten (RIAA) | Platin                                                                 | 1.000.000 |
| Insgesamt                 | 1× Platin ·                                                            | 1.000.000 |

### Tints
| Land/Region               | Auszeichnungen für Musikverkäufe (Land/Region, Auszeichnung, Verkäufe) | Verkäufe |
| ------------------------- | ---------------------------------------------------------------------- | -------- |
| Vereinigte Staaten (RIAA) | Gold                                                                   | 500.000  |
| Insgesamt                 | 1× Gold ·                                                              | 500.000  |

### Hair Down
| Land/Region               | Auszeichnungen für Musikverkäufe (Land/Region, Auszeichnung, Verkäufe) | Verkäufe |
| ------------------------- | ---------------------------------------------------------------------- | -------- |
| Vereinigte Staaten (RIAA) | Gold                                                                   | 500.000  |
| Insgesamt                 | 1× Gold ·                                                              | 500.000  |

### Family Ties
| Land/Region                  | Auszeichnungen für Musikverkäufe (Land/Region, Auszeichnung, Verkäufe) | Verkäufe  |
| ---------------------------- | ---------------------------------------------------------------------- | --------- |
| Dänemark (IFPI)              | Gold                                                                   | 45.000    |
| Kanada (MC)                  | 2× Platin                                                              | 160.000   |
| Neuseeland (RMNZ)            | 2× Platin                                                              | 60.000    |
| Polen (ZPAV)                 | Gold                                                                   | 25.000    |
| Portugal (AFP)               | Platin                                                                 | 10.000    |
| Vereinigte Staaten (RIAA)    | 5× Platin                                                              | 5.000.000 |
| Vereinigtes Königreich (BPI) | Gold                                                                   | 400.000   |
| Insgesamt                    | 3× Gold · 10× Platin ·                                                 | 5.700.000 |

### N95
| Land/Region                  | Auszeichnungen für Musikverkäufe (Land/Region, Auszeichnung, Verkäufe) | Verkäufe |
| ---------------------------- | ---------------------------------------------------------------------- | -------- |
| Australien (ARIA)            | 2× Platin                                                              | 140.000  |
| Brasilien (PMB)              | Gold                                                                   | 20.000   |
| Frankreich (SNEP)            | Gold                                                                   | 100.000  |
| Polen (ZPAV)                 | Gold                                                                   | 25.000   |
| Vereinigtes Königreich (BPI) | Silber                                                                 | 200.000  |
| Insgesamt                    | 1× Silber · 3× Gold · 2× Platin ·                                      | 485.000  |

### America Has a Problem (Remix)
| Land/Region       | Auszeichnungen für Musikverkäufe (Land/Region, Auszeichnung, Verkäufe) | Verkäufe |
| ----------------- | ---------------------------------------------------------------------- | -------- |
| Australien (ARIA) | Gold                                                                   | 35.000   |
| Insgesamt         | 1× Gold ·                                                              | 35.000   |

### Like That
| Land/Region                  | Auszeichnungen für Musikverkäufe (Land/Region, Auszeichnung, Verkäufe) | Verkäufe |
| ---------------------------- | ---------------------------------------------------------------------- | -------- |
| Australien (ARIA)            | Platin                                                                 | 70.000   |
| Belgien (BRMA)               | Gold                                                                   | 20.000   |
| Griechenland (IFPI)          | Platin                                                                 | 20.000   |
| Kanada (MC)                  | 3× Platin                                                              | 240.000  |
| Neuseeland (RMNZ)            | Platin                                                                 | 30.000   |
| Polen (ZPAV)                 | Gold                                                                   | 25.000   |
| Portugal (AFP)               | Gold                                                                   | 5.000    |
| Schweiz (IFPI)               | Platin                                                                 | 30.000   |
| Südafrika (RISA)             | Platin                                                                 | 40.000   |
| Vereinigtes Königreich (BPI) | Gold                                                                   | 400.000  |
| Zentralamerika (CFC)         | Gold                                                                   | 35.000   |
| Insgesamt                    | 5× Gold · 8× Platin ·                                                  | 915.000  |

### Euphoria
| Land/Region                  | Auszeichnungen für Musikverkäufe (Land/Region, Auszeichnung, Verkäufe) | Verkäufe |
| ---------------------------- | ---------------------------------------------------------------------- | -------- |
| Australien (ARIA)            | Platin                                                                 | 70.000   |
| Brasilien (PMB)              | Platin                                                                 | 40.000   |
| Vereinigtes Königreich (BPI) | Silber                                                                 | 200.000  |
| Insgesamt                    | 1× Silber · 2× Platin ·                                                | 310.000  |

### Not Like Us
| Land/Region                  | Auszeichnungen für Musikverkäufe (Land/Region, Auszeichnung, Verkäufe) | Verkäufe  |
| ---------------------------- | ---------------------------------------------------------------------- | --------- |
| Australien (ARIA)            | 6× Platin                                                              | 420.000   |
| Belgien (BRMA)               | Platin                                                                 | 40.000    |
| Brasilien (PMB)              | Diamant                                                                | 160.000   |
| Dänemark (IFPI)              | Platin                                                                 | 90.000    |
| Deutschland (BVMI)           | Gold                                                                   | 300.000   |
| Frankreich (SNEP)            | Platin                                                                 | 200.000   |
| Griechenland (IFPI)          | 3× Platin                                                              | 60.000    |
| Italien (FIMI)               | Gold                                                                   | 50.000    |
| Neuseeland (RMNZ)            | 4× Platin                                                              | 120.000   |
| Polen (ZPAV)                 | Platin                                                                 | 50.000    |
| Portugal (AFP)               | 3× Platin                                                              | 30.000    |
| Spanien (Promusicae)         | Gold                                                                   | 30.000    |
| Vereinigtes Königreich (BPI) | Platin                                                                 | 600.000   |
| Zentralamerika (CFC)         | Platin                                                                 | 70.000    |
| Insgesamt                    | 3× Gold · 22× Platin · 1× Diamant ·                                    | 2.220.000 |

### Squabble Up
| Land/Region                  | Auszeichnungen für Musikverkäufe (Land/Region, Auszeichnung, Verkäufe) | Verkäufe |
| ---------------------------- | ---------------------------------------------------------------------- | -------- |
| Australien (ARIA)            | Platin                                                                 | 70.000   |
| Brasilien (PMB)              | Gold                                                                   | 20.000   |
| Griechenland (IFPI)          | Gold                                                                   | 10.000   |
| Neuseeland (RMNZ)            | Gold                                                                   | 15.000   |
| Portugal (AFP)               | Gold                                                                   | 5.000    |
| Vereinigtes Königreich (BPI) | Silber                                                                 | 200.000  |
| Insgesamt                    | 1× Silber · 4× Gold · 1× Platin ·                                      | 320.000  |

### Luther
| Land/Region                  | Auszeichnungen für Musikverkäufe (Land/Region, Auszeichnung, Verkäufe) | Verkäufe |
| ---------------------------- | ---------------------------------------------------------------------- | -------- |
| Australien (ARIA)            | 3× Platin                                                              | 210.000  |
| Belgien (BRMA)               | Gold                                                                   | 20.000   |
| Brasilien (PMB)              | Platin                                                                 | 40.000   |
| Frankreich (SNEP)            | Gold                                                                   | 100.000  |
| Griechenland (IFPI)          | Gold                                                                   | 10.000   |
| Neuseeland (RMNZ)            | 2× Platin                                                              | 60.000   |
| Portugal (AFP)               | 2× Platin                                                              | 20.000   |
| Vereinigtes Königreich (BPI) | Gold                                                                   | 400.000  |
| Zentralamerika (CFC)         | Gold                                                                   | 35.000   |
| Insgesamt                    | 5× Gold · 8× Platin ·                                                  | 895.000  |

## Auszeichnungen nach Liedern

### A.D.H.D.
| Land/Region                  | Auszeichnungen für Musikverkäufe (Land/Region, Auszeichnung, Verkäufe) | Verkäufe |
| ---------------------------- | ---------------------------------------------------------------------- | -------- |
| Dänemark (IFPI)              | Gold                                                                   | 45.000   |
| Neuseeland (RMNZ)            | Platin                                                                 | 30.000   |
| Vereinigte Staaten (RIAA)    | Gold                                                                   | 500.000  |
| Vereinigtes Königreich (BPI) | Silber                                                                 | 200.000  |
| Insgesamt                    | 1× Silber · 2× Gold · 1× Platin ·                                      | 775.000  |

### Money Trees
| Land/Region                  | Auszeichnungen für Musikverkäufe (Land/Region, Auszeichnung, Verkäufe) | Verkäufe  |
| ---------------------------- | ---------------------------------------------------------------------- | --------- |
| Australien (ARIA)            | 7× Platin                                                              | 490.000   |
| Brasilien (PMB)              | 2× Platin                                                              | 120.000   |
| Dänemark (IFPI)              | Platin                                                                 | 90.000    |
| Deutschland (BVMI)           | Gold                                                                   | 150.000   |
| Griechenland (IFPI)          | 2× Platin                                                              | 40.000    |
| Italien (FIMI)               | Gold                                                                   | 50.000    |
| Neuseeland (RMNZ)            | 7× Platin                                                              | 210.000   |
| Österreich (IFPI)            | Platin                                                                 | 30.000    |
| Portugal (AFP)               | 3× Platin                                                              | 30.000    |
| Spanien (Promusicae)         | Gold                                                                   | 30.000    |
| Vereinigte Staaten (RIAA)    | Platin                                                                 | 1.000.000 |
| Vereinigtes Königreich (BPI) | 2× Platin                                                              | 1.200.000 |
| Insgesamt                    | 3× Gold · 26× Platin ·                                                 | 3.440.000 |

### Sing About Me, I’m Dying of Thirst
| Land/Region                  | Auszeichnungen für Musikverkäufe (Land/Region, Auszeichnung, Verkäufe) | Verkäufe |
| ---------------------------- | ---------------------------------------------------------------------- | -------- |
| Vereinigtes Königreich (BPI) | Silber                                                                 | 200.000  |
| Insgesamt                    | 1× Silber ·                                                            | 200.000  |

### Stay Ready (What A Life)
| Land/Region                  | Auszeichnungen für Musikverkäufe (Land/Region, Auszeichnung, Verkäufe) | Verkäufe  |
| ---------------------------- | ---------------------------------------------------------------------- | --------- |
| Neuseeland (RMNZ)            | Platin                                                                 | 30.000    |
| Vereinigte Staaten (RIAA)    | Platin                                                                 | 1.000.000 |
| Vereinigtes Königreich (BPI) | Silber                                                                 | 200.000   |
| Insgesamt                    | 1× Silber · 2× Platin ·                                                | 230.000   |

### Autumn Leaves
| Land/Region               | Auszeichnungen für Musikverkäufe (Land/Region, Auszeichnung, Verkäufe) | Verkäufe |
| ------------------------- | ---------------------------------------------------------------------- | -------- |
| Vereinigte Staaten (RIAA) | Gold                                                                   | 500.000  |
| Insgesamt                 | 1× Gold ·                                                              | 500.000  |

### Wesley’s Theory
| Land/Region                  | Auszeichnungen für Musikverkäufe (Land/Region, Auszeichnung, Verkäufe) | Verkäufe |
| ---------------------------- | ---------------------------------------------------------------------- | -------- |
| Vereinigtes Königreich (BPI) | Silber                                                                 | 200.000  |
| Insgesamt                    | 1× Silber ·                                                            | 200.000  |

### No More Parties in LA
| Land/Region               | Auszeichnungen für Musikverkäufe (Land/Region, Auszeichnung, Verkäufe) | Verkäufe  |
| ------------------------- | ---------------------------------------------------------------------- | --------- |
| Vereinigte Staaten (RIAA) | Platin                                                                 | 1.000.000 |
| Insgesamt                 | 1× Platin ·                                                            | 1.000.000 |

### God is Fair, Sexy Nasty
| Land/Region               | Auszeichnungen für Musikverkäufe (Land/Region, Auszeichnung, Verkäufe) | Verkäufe |
| ------------------------- | ---------------------------------------------------------------------- | -------- |
| Vereinigte Staaten (RIAA) | Gold                                                                   | 500.000  |
| Insgesamt                 | 1× Gold ·                                                              | 500.000  |

### Untitled 02 – 06.23.2014
| Land/Region               | Auszeichnungen für Musikverkäufe (Land/Region, Auszeichnung, Verkäufe) | Verkäufe |
| ------------------------- | ---------------------------------------------------------------------- | -------- |
| Vereinigte Staaten (RIAA) | Gold                                                                   | 500.000  |
| Insgesamt                 | 1× Gold ·                                                              | 500.000  |

### Wat’s Wrong
| Land/Region               | Auszeichnungen für Musikverkäufe (Land/Region, Auszeichnung, Verkäufe) | Verkäufe  |
| ------------------------- | ---------------------------------------------------------------------- | --------- |
| Vereinigte Staaten (RIAA) | Platin                                                                 | 1.000.000 |
| Insgesamt                 | 1× Platin ·                                                            | 1.000.000 |

### Element.
| Land/Region                  | Auszeichnungen für Musikverkäufe (Land/Region, Auszeichnung, Verkäufe) | Verkäufe  |
| ---------------------------- | ---------------------------------------------------------------------- | --------- |
| Australien (ARIA)            | Platin                                                                 | 70.000    |
| Brasilien (PMB)              | Gold                                                                   | 20.000    |
| Dänemark (IFPI)              | Gold                                                                   | 45.000    |
| Kanada (MC)                  | 2× Platin                                                              | 160.000   |
| Neuseeland (RMNZ)            | Platin                                                                 | 30.000    |
| Vereinigte Staaten (RIAA)    | Platin                                                                 | 1.000.000 |
| Vereinigtes Königreich (BPI) | Gold                                                                   | 400.000   |
| Insgesamt                    | 3× Gold · 5× Platin ·                                                  | 1.725.000 |

### Feel.
| Land/Region                  | Auszeichnungen für Musikverkäufe (Land/Region, Auszeichnung, Verkäufe) | Verkäufe |
| ---------------------------- | ---------------------------------------------------------------------- | -------- |
| Australien (ARIA)            | Gold                                                                   | 35.000   |
| Kanada (MC)                  | Platin                                                                 | 80.000   |
| Vereinigte Staaten (RIAA)    | Gold                                                                   | 500.000  |
| Vereinigtes Königreich (BPI) | Silber                                                                 | 200.000  |
| Insgesamt                    | 1× Silber · 2× Gold · 1× Platin ·                                      | 815.000  |

### Yah.
| Land/Region               | Auszeichnungen für Musikverkäufe (Land/Region, Auszeichnung, Verkäufe) | Verkäufe |
| ------------------------- | ---------------------------------------------------------------------- | -------- |
| Australien (ARIA)         | Gold                                                                   | 35.000   |
| Kanada (MC)               | Platin                                                                 | 80.000   |
| Vereinigte Staaten (RIAA) | Gold                                                                   | 500.000  |
| Insgesamt                 | 2× Gold · 1× Platin ·                                                  | 615.000  |

### Pride.
| Land/Region                  | Auszeichnungen für Musikverkäufe (Land/Region, Auszeichnung, Verkäufe) | Verkäufe  |
| ---------------------------- | ---------------------------------------------------------------------- | --------- |
| Australien (ARIA)            | 2× Platin                                                              | 140.000   |
| Dänemark (IFPI)              | Gold                                                                   | 45.000    |
| Frankreich (SNEP)            | Gold                                                                   | 100.000   |
| Kanada (MC)                  | Platin                                                                 | 80.000    |
| Polen (ZPAV)                 | Gold                                                                   | 25.000    |
| Vereinigte Staaten (RIAA)    | Gold                                                                   | 500.000   |
| Vereinigtes Königreich (BPI) | Platin                                                                 | 600.000   |
| Insgesamt                    | 4× Gold · 4× Platin ·                                                  | 1.490.000 |

### XXX.
| Land/Region                  | Auszeichnungen für Musikverkäufe (Land/Region, Auszeichnung, Verkäufe) | Verkäufe |
| ---------------------------- | ---------------------------------------------------------------------- | -------- |
| Australien (ARIA)            | Platin                                                                 | 70.000   |
| Kanada (MC)                  | Platin                                                                 | 80.000   |
| Neuseeland (RMNZ)            | Gold                                                                   | 15.000   |
| Vereinigte Staaten (RIAA)    | Gold                                                                   | 500.000  |
| Vereinigtes Königreich (BPI) | Silber                                                                 | 200.000  |
| Insgesamt                    | 1× Silber · 2× Gold · 2× Platin ·                                      | 865.000  |

### Lust.
| Land/Region               | Auszeichnungen für Musikverkäufe (Land/Region, Auszeichnung, Verkäufe) | Verkäufe |
| ------------------------- | ---------------------------------------------------------------------- | -------- |
| Australien (ARIA)         | Gold                                                                   | 35.000   |
| Kanada (MC)               | Platin                                                                 | 80.000   |
| Vereinigte Staaten (RIAA) | Gold                                                                   | 500.000  |
| Insgesamt                 | 2× Gold · 1× Platin ·                                                  | 615.000  |

### Blood.
| Land/Region               | Auszeichnungen für Musikverkäufe (Land/Region, Auszeichnung, Verkäufe) | Verkäufe |
| ------------------------- | ---------------------------------------------------------------------- | -------- |
| Australien (ARIA)         | Gold                                                                   | 35.000   |
| Kanada (MC)               | Gold                                                                   | 40.000   |
| Vereinigte Staaten (RIAA) | Gold                                                                   | 500.000  |
| Insgesamt                 | 3× Gold ·                                                              | 575.000  |

### Fear.
| Land/Region               | Auszeichnungen für Musikverkäufe (Land/Region, Auszeichnung, Verkäufe) | Verkäufe |
| ------------------------- | ---------------------------------------------------------------------- | -------- |
| Australien (ARIA)         | Gold                                                                   | 35.000   |
| Kanada (MC)               | Gold                                                                   | 40.000   |
| Vereinigte Staaten (RIAA) | Gold                                                                   | 500.000  |
| Insgesamt                 | 3× Gold ·                                                              | 575.000  |

### Duckworth.
| Land/Region                  | Auszeichnungen für Musikverkäufe (Land/Region, Auszeichnung, Verkäufe) | Verkäufe |
| ---------------------------- | ---------------------------------------------------------------------- | -------- |
| Australien (ARIA)            | Platin                                                                 | 70.000   |
| Kanada (MC)                  | Gold                                                                   | 40.000   |
| Vereinigte Staaten (RIAA)    | Gold                                                                   | 500.000  |
| Vereinigtes Königreich (BPI) | Silber                                                                 | 200.000  |
| Insgesamt                    | 1× Silber · 2× Gold · 1× Platin ·                                      | 810.000  |

### God.
| Land/Region               | Auszeichnungen für Musikverkäufe (Land/Region, Auszeichnung, Verkäufe) | Verkäufe |
| ------------------------- | ---------------------------------------------------------------------- | -------- |
| Australien (ARIA)         | Gold                                                                   | 35.000   |
| Kanada (MC)               | Gold                                                                   | 40.000   |
| Vereinigte Staaten (RIAA) | Gold                                                                   | 500.000  |
| Insgesamt                 | 3× Gold ·                                                              | 575.000  |

### Sidewalks
| Land/Region                  | Auszeichnungen für Musikverkäufe (Land/Region, Auszeichnung, Verkäufe) | Verkäufe  |
| ---------------------------- | ---------------------------------------------------------------------- | --------- |
| Brasilien (PMB)              | Gold                                                                   | 30.000    |
| Dänemark (IFPI)              | Gold                                                                   | 45.000    |
| Kanada (MC)                  | Platin                                                                 | 80.000    |
| Neuseeland (RMNZ)            | Platin                                                                 | 30.000    |
| Portugal (AFP)               | Gold                                                                   | 5.000     |
| Vereinigte Staaten (RIAA)    | Platin                                                                 | 1.000.000 |
| Vereinigtes Königreich (BPI) | Silber                                                                 | 200.000   |
| Insgesamt                    | 1× Silber · 3× Gold · 3× Platin ·                                      | 1.390.000 |

### Black Panther
| Land/Region | Auszeichnungen für Musikverkäufe (Land/Region, Auszeichnung, Verkäufe) | Verkäufe |
| ----------- | ---------------------------------------------------------------------- | -------- |
| Kanada (MC) | Gold                                                                   | 40.000   |
| Insgesamt   | 1× Gold ·                                                              | 40.000   |

### Big Shot
| Land/Region       | Auszeichnungen für Musikverkäufe (Land/Region, Auszeichnung, Verkäufe) | Verkäufe |
| ----------------- | ---------------------------------------------------------------------- | -------- |
| Australien (ARIA) | Gold                                                                   | 35.000   |
| Brasilien (PMB)   | Gold                                                                   | 20.000   |
| Kanada (MC)       | Platin                                                                 | 80.000   |
| Insgesamt         | 2× Gold · 1× Platin ·                                                  | 135.000  |

### Wow Freestyle
| Land/Region               | Auszeichnungen für Musikverkäufe (Land/Region, Auszeichnung, Verkäufe) | Verkäufe  |
| ------------------------- | ---------------------------------------------------------------------- | --------- |
| Vereinigte Staaten (RIAA) | Platin                                                                 | 1.000.000 |
| Insgesamt                 | 1× Platin ·                                                            | 1.000.000 |

### Mona Lisa
| Land/Region               | Auszeichnungen für Musikverkäufe (Land/Region, Auszeichnung, Verkäufe) | Verkäufe  |
| ------------------------- | ---------------------------------------------------------------------- | --------- |
| Vereinigte Staaten (RIAA) | 2× Platin                                                              | 2.000.000 |
| Insgesamt                 | 2× Platin ·                                                            | 2.000.000 |

### Range Brothers
| Land/Region               | Auszeichnungen für Musikverkäufe (Land/Region, Auszeichnung, Verkäufe) | Verkäufe |
| ------------------------- | ---------------------------------------------------------------------- | -------- |
| Vereinigte Staaten (RIAA) | Gold                                                                   | 500.000  |
| Insgesamt                 | 1× Gold ·                                                              | 500.000  |

### Die Hard
| Land/Region                  | Auszeichnungen für Musikverkäufe (Land/Region, Auszeichnung, Verkäufe) | Verkäufe |
| ---------------------------- | ---------------------------------------------------------------------- | -------- |
| Australien (ARIA)            | Platin                                                                 | 70.000   |
| Vereinigtes Königreich (BPI) | Silber                                                                 | 200.000  |
| Insgesamt                    | 1× Silber · 1× Platin ·                                                | 270.000  |

### United in Grief
| Land/Region                  | Auszeichnungen für Musikverkäufe (Land/Region, Auszeichnung, Verkäufe) | Verkäufe |
| ---------------------------- | ---------------------------------------------------------------------- | -------- |
| Australien (ARIA)            | Gold                                                                   | 35.000   |
| Polen (ZPAV)                 | Gold                                                                   | 25.000   |
| Vereinigtes Königreich (BPI) | Silber                                                                 | 200.000  |
| Insgesamt                    | 1× Silber · 2× Gold ·                                                  | 260.000  |

### Father Time
| Land/Region       | Auszeichnungen für Musikverkäufe (Land/Region, Auszeichnung, Verkäufe) | Verkäufe |
| ----------------- | ---------------------------------------------------------------------- | -------- |
| Australien (ARIA) | Gold                                                                   | 35.000   |
| Insgesamt         | 1× Gold ·                                                              | 35.000   |

### Rich Spirit
| Land/Region                  | Auszeichnungen für Musikverkäufe (Land/Region, Auszeichnung, Verkäufe) | Verkäufe |
| ---------------------------- | ---------------------------------------------------------------------- | -------- |
| Australien (ARIA)            | Platin                                                                 | 70.000   |
| Vereinigtes Königreich (BPI) | Silber                                                                 | 200.000  |
| Insgesamt                    | 1× Silber · 1× Platin ·                                                | 270.000  |

### Count Me Out
| Land/Region                  | Auszeichnungen für Musikverkäufe (Land/Region, Auszeichnung, Verkäufe) | Verkäufe |
| ---------------------------- | ---------------------------------------------------------------------- | -------- |
| Australien (ARIA)            | Gold                                                                   | 35.000   |
| Vereinigtes Königreich (BPI) | Silber                                                                 | 200.000  |
| Insgesamt                    | 1× Silber · 1× Gold ·                                                  | 235.000  |

### TV Off
| Land/Region                  | Auszeichnungen für Musikverkäufe (Land/Region, Auszeichnung, Verkäufe) | Verkäufe |
| ---------------------------- | ---------------------------------------------------------------------- | -------- |
| Australien (ARIA)            | Platin                                                                 | 70.000   |
| Brasilien (PMB)              | Platin                                                                 | 40.000   |
| Griechenland (IFPI)          | Platin                                                                 | 20.000   |
| Neuseeland (RMNZ)            | Platin                                                                 | 30.000   |
| Portugal (AFP)               | Platin                                                                 | 10.000   |
| Vereinigtes Königreich (BPI) | Silber                                                                 | 200.000  |
| Insgesamt                    | 1× Silber · 5× Platin ·                                                | 370.000  |

### 30 for 30
| Land/Region | Auszeichnungen für Musikverkäufe (Land/Region, Auszeichnung, Verkäufe) | Verkäufe |
| ----------- | ---------------------------------------------------------------------- | -------- |
| Kanada (MC) | Gold                                                                   | 40.000   |
| Insgesamt   | 1× Gold ·                                                              | 40.000   |

## Auszeichnungen nach Musikstreamings

### Swimming Pools (Drank)
| Land/Region     | Auszeichnungen für Musikverkäufe (Land/Region, Auszeichnung, Verkäufe) | Verkäufe  |
| --------------- | ---------------------------------------------------------------------- | --------- |
| Dänemark (IFPI) | Gold                                                                   | 1.300.000 |
| Insgesamt       | 1× Gold ·                                                              | 1.300.000 |

### Fuckin Problems
| Land/Region     | Auszeichnungen für Musikverkäufe (Land/Region, Auszeichnung, Verkäufe) | Verkäufe  |
| --------------- | ---------------------------------------------------------------------- | --------- |
| Dänemark (IFPI) | Platin                                                                 | 2.600.000 |
| Insgesamt       | 1× Platin ·                                                            | 2.600.000 |

## Statistik und Quellen
| Land/RegionAuszeichnungen für Musikverkäufe (Land/Region, Auszeichnungen, Verkäufe, Quellen) | Silber       | Gold         | Platin         | Diamant       | Verkäufe    | Quellen                      |
| -------------------------------------------------------------------------------------------- | ------------ | ------------ | -------------- | ------------- | ----------- | ---------------------------- |
| Australien (ARIA)                                                                            | —            | 19× Gold19   | 132× Platin132 | —             | 9.905.000   | aria.com.au                  |
| Belgien (BRMA)                                                                               | —            | 6× Gold6     | 8× Platin8     | —             | 355.000     | ultratop.be                  |
| Brasilien (PMB)                                                                              | —            | 13× Gold13   | 15× Platin15   | 10× Diamant10 | 3.240.000   | pro-musicabr.org.br          |
| Chile (IFPI)                                                                                 | —            | Gold1        | —              | —             | 5.000       | Einzelnachweise              |
| Dänemark (IFPI)                                                                              | —            | 14× Gold14   | 28× Platin28   | —             | 2.320.000   | ifpi.dk                      |
| Deutschland (BVMI)                                                                           | —            | 16× Gold16   | 4× Platin4     | —             | 4.350.000   | musikindustrie.de            |
| Finnland (IFPI)                                                                              | —            | —            | 10× Platin10   | —             | 300.000     | Einzelnachweise              |
| Frankreich (SNEP)                                                                            | —            | 7× Gold7     | 6× Platin6     | 3× Diamant3   | 2.474.999   | snepmusique.com              |
| Griechenland (IFPI)                                                                          | —            | 2× Gold2     | 17× Platin17   | —             | 370.000     | Einzelnachweise              |
| Island (IFPI)                                                                                | —            | Gold1        | —              | —             | 2.500       | Einzelnachweise              |
| Italien (FIMI)                                                                               | —            | 12× Gold12   | 15× Platin15   | —             | 1.410.000   | fimi.it                      |
| Kanada (MC)                                                                                  | —            | 9× Gold9     | 88× Platin88   | Diamant1      | 8.060.000   | musiccanada.com              |
| Mexiko (AMPROFON)                                                                            | —            | Gold1        | 6× Platin6     | —             | 390.000     | amprofon.com.mx              |
| Neuseeland (RMNZ)                                                                            | —            | 6× Gold6     | 117× Platin117 | —             | 3.307.500   | radioscope.co.nz NZ2         |
| Niederlande (NVPI)                                                                           | —            | Gold1        | —              | —             | 20.000      | nvpi.nl                      |
| Norwegen (IFPI)                                                                              | —            | —            | 2× Platin2     | —             | 80.000      | ifpi.no                      |
| Österreich (IFPI)                                                                            | —            | 6× Gold6     | 11× Platin11   | —             | 375.000     | ifpi.at                      |
| Polen (ZPAV)                                                                                 | —            | 10× Gold10   | 15× Platin15   | Diamant1      | 1.025.000   | olis.pl                      |
| Portugal (AFP)                                                                               | —            | 8× Gold8     | 28× Platin28   | —             | 319.500     | Einzelnachweise              |
| Schweden (IFPI)                                                                              | —            | 4× Gold4     | 3× Platin3     | —             | 300.000     | sverigetopplistan.se SE2 SE3 |
| Schweiz (IFPI)                                                                               | —            | —            | 2× Platin2     | —             | 60.000      | hitparade.ch                 |
| Singapur (RIAS)                                                                              | —            | Gold1        | —              | —             | 5.000       | rias.org.sg                  |
| Spanien (Promusicae)                                                                         | —            | 5× Gold5     | 4× Platin4     | —             | 370.000     | elportaldemusica.es          |
| Südafrika (RISA)                                                                             | —            | —            | Platin1        | —             | 40.000      | Einzelnachweise              |
| Vereinigte Staaten (RIAA)                                                                    | —            | 20× Gold20   | 98× Platin98   | Diamant1      | 118.935.000 | riaa.com                     |
| Vereinigtes Königreich (BPI)                                                                 | 24× Silber24 | 12× Gold12   | 30× Platin30   | —             | 26.220.000  | bpi.co.uk                    |
| Zentralamerika (CFC)                                                                         | —            | 2× Gold2     | Platin1        | —             | 140.000     | cfc-musica.com               |
| Insgesamt                                                                                    | 24× Silber24 | 176× Gold176 | 639× Platin639 | 16× Diamant16 |             |                              |